# Grb Občine Ivančna Gorica
Grb Občine Ivančna Gorica je bil sprejet 12. aprila 1996 in je upodobljen na ščitu zelene barve z zlato rumeno obrobo. Na njem je kot osnovni motiv narisan črno-bel miljnik (Opatovo znamenje) z nastavkom iz leta 1583, ki je ena od znamenitosti občine.